# Wildecker Herzbuben
De Wildecker Herzbuben is een Duits duo bestaande uit Wolfgang Schwalm (Görzhain, 16 augustus 1954) en Wilfried Gliem (Obersuhl, 10 september 1946). 

## Carrière
Wolfgang Schwalm was van beroep elektromonteur en daarna afdelingsleider van een groothandelsbedrijf. Wilfried Gliem was verzekeringsagent en daarna manager van G.G. Anderson. Ze zongen beiden voor Die Curocas, de begeleidingsband van schlagerzanger G.G. Anderson, die later ook als producent voor de Wildecker Herzbuben werkzaam was. Anderson zocht voor het nummer Herzilein van Carola en Burkhard Lüdtke een zangduo en vroeg aan beiden of ze het nummer wilden opnemen. Ze stemden toe en dus verscheen in 1989 de eerste single van de Wildecker Herzbuben. Herzilein werd een groot succes in het genre volksmuziek en bezorgde het duo talrijke onderscheidingen en optredens bij meerdere radio- en tv-uitzendingen en tournees in binnen- en buitenland. Peter Alexander had het lied eerder afgewezen, omdat hij de tekst te vrouwonvriendelijk vond.
Er volgden meerdere nieuwe opnamen. In de daaropvolgende jaren behoorde het duo tot de populairste artiesten van de volksmuziek. Hun album Kuschelzeit (1995) werd gecomponeerd en geproduceerd door Dieter Bohlen. In de film Der Wixxer hadden de Wildecker Herzbuben een gastoptreden als criminelen (Die Bande des Schreckens). Ze hebben ook samen opgetreden met Hape Kerkeling (alias Helga) in de Musikanten-Scheune. Het optreden was te zien bij Kerkelings programma Darüber lacht die Welt. In 2005 brachten de Herzbuben samen met Heinz Günther Heygen en Rainer Schlag het kookboek Kochen mit Schwung op de markt. Passend bij het boek was het album So schön ist der Norden, met nieuwe en bekende nummers uit Noord-Duitsland.
In het voorjaar van 2012 werkten de Herzbuben mee in de door Alexander G. Schäfer geregisseerde westernparodie Cat Ballou – Hängen wirst du in Kötzschenbroda in de Comödie Dresden in verschillende rollen. Wilfried Gliem was deelnemer bij Promi Big Brother 2015. Hij verliet na elf dagen vrijwillig het Big Brother-huis.
In augustus 2025 werd bekend dat Die Wildecker Herzbuben na ruim 36 jaar op het podium gestaan te hebben als zangduo uit elkaar gaan. De reden is dat Wilfried ziek is. Hij kan niet meer alleen het podium op. Wolfgang begint nu met een solocarrière. In een interview ontkent Wolfgang berichten over een ruzie tussen hun beiden.

## Trivia
- In de DDR bestond een band met de naam Die Herzbuben. Om misverstanden te voorkomen met de naam Wildecker Herzbuben, werd de bandnaam in 1991 gewijzigd in Die Prinzen.
- In het tv-programma Kalkofes Mattscheibe noemde Oliver Kalkofe ze altijd Die Wildecker Herzverfettungen en Die Wildecker Herzklappenfehler.
- Wilfried Gliems echtgenote is familie van de Hollywood-acteur Bruce Willis.

## Onderscheidingen
- 1990, 1991: Goldene Stimmgabel
- ####: RSH-Gold
- ####: Edelweiß
- 2004: Wilfried Gliem is sinds 2004 Ereburger van de gemeente Wildeck
- 2012: Faustorden van de Handwerker Carnevalsverein Weimar

## Discografie
- 1990: Herzilein
- 1991: Zwei Kerle wie wir
- 1992: Das tut gut
- 1992: Weihnachten zu Hause
- 1993: Von Ganzem Herzen
- 1993: Ist das nicht himmlisch
- 1994: Am schönsten ist es daheim
- 1995: Kuschelzeit
- 1997: Weil wir Freunde sind
- 1997: Die ewigen Juwelen der Volksmusik
- 2000: Bubenstreiche
- 2002: Die Sonne scheint auf alle gleich
- 2003: Alle Gück auf dieser welt
- 2003: Das Beste der Wildecker Herzbuben
- 2004: Starcollection
- 2005: So schön ist der Norden
- 2006: Rutsch an meine Seite
- 2007: Wahre Liebe
- 2009: 20 Jahre Herzilein
- 2014: Sommer, Sonne, Herzilein